# Теннант, Дэвид
Дэ́вид Джон Те́ннант (англ. David John Tennant, при рождении Макдо́нальд (англ. McDonald); род. 18 апреля 1971, Батгейт, Шотландия) — шотландский актёр театра и кино. Стал известен благодаря роли Десятого Доктора в телесериале «Доктор Кто» (2005—2010, 2013). В 2023 году вернулся в сериал, сыграв Четырнадцатого Доктора. Другими примечательными ролями актёра являются Алек Харди в телесериале «Убийство на пляже» (2013—2017), Килгрейв в телесериале «Джессика Джонс» (2015—2019) и Кроули в телесериале «Благие знамения» (с 2019 года).
К самым ярким театральным работам Теннанта относятся «Гамлет», «Ричард II» и «Герой вестибюля». Роль в последней принесла Дэвиду номинацию на британскую театральную награду Лоренса Оливье в категории «Лучший актёр в пьесе». Также является актёром озвучивания и в частности озвучил Скруджа Макдака в мультсериале «Утиные истории» (2017—2021).

## Ранняя жизнь
Дэвид Теннант родился 18 апреля 1971 года в шотландском городе Батгейт (Западный Лотиан). Рос в Ральстоне, Ренфрушир, где его отец, Александр «Сэнди» Макдональд, был местным пресвитерианским священником шотландской церкви. Он вырос вместе с братом Блэром, который старше его на 6 лет, и сестрой Карен, которая старше на 8 лет. Прадедушка и прабабушка Дэвида по материнской линии, Уильям и Агнес Блэр, были стойкими протестантами из Дерри в Северной Ирландии и состояли в числе подписавших Ольстерское соглашение 1912 года. Уильям был членом Великой Оранжистской ложи Ирландии.
Ещё в трёхлетнем возрасте Дэвид под впечатлением от «Доктора Кто» объявил родителям, что хотел бы стать актёром. В детстве он смотрел каждую серию этого сериала. Окончив школу, Дэвид поступил в Королевскую шотландскую академию музыки и драмы. После окончания академии играл в театре (в частности, в постановках Королевской шекспировской компании) и снимался на телевидении.

## Карьера
Впервые появился на экране в 16 лет в фильме, агитировавшем школьников против курения. Его первая профессиональная театральная роль была в постановке «Карьера Артуро Уи, которой могло не быть» от шотландской левой труппы 7:84 (отсылка к статистике, по которой 7% населения Великобритании владели 84% национального богатства). Сообразно требованиям Гильдия киноактёров США, чтобы его не путали с другим актёром по имени Дэвид Макдональд, решил сменить фамилию. Дэвид выбрал себе псевдоним, взяв фамилию Нила Теннанта из поп-группы Pet Shop Boys, о котором ему в тот момент довелось прочитать статью.
Карьера Теннанта в большом кино началась с 1994 года, но не приносила особых результатов до картины Мики Каурисмяки «Лос-Анджелес без карты» (1998), где он сыграл скромного и наивного шотландского молодого человека, приехавшего за девушкой в Лос-Анджелес. C 2004 года начал сниматься в телефильмах и сериалах BBC. После успеха музыкального сериала «Блэкпул» (Теннант сыграл инспектора полиции, расследующего убийство в казино), Дэвид снялся в телефильме «Казанова», где сыграл главную роль.

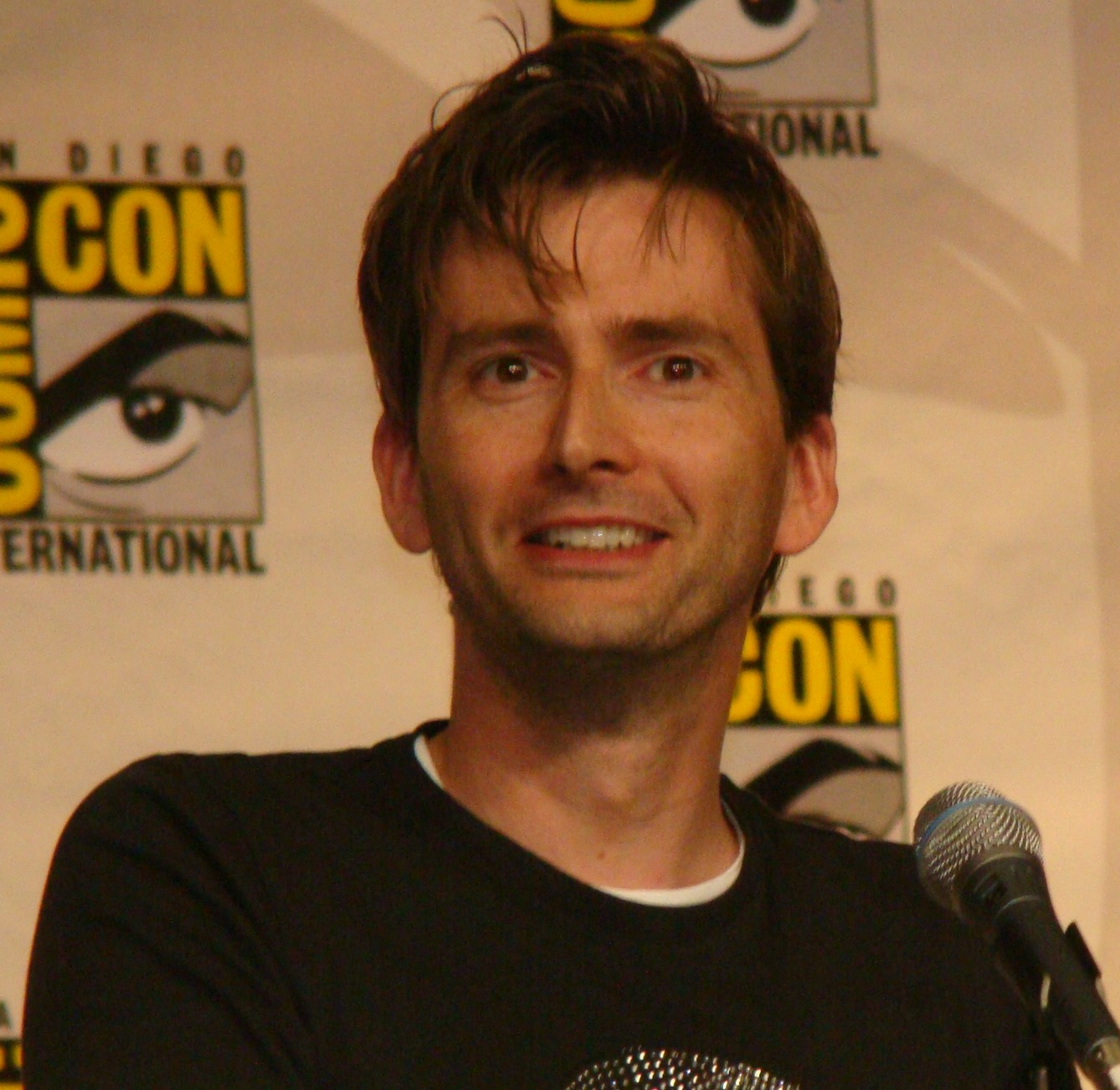
Дэвид Теннант на San Diego Comic-Con International в июле 2009 года.

В 2005 году Теннант получил предложение стать Десятым Доктором в сериале «Доктор Кто». Это было исполнением детской мечты актёра, который обожал сериал с самого детства. «Казанова» и «Доктор Кто» принесли ему признание в Британии. Зрителям других стран он также знаком по роли Барти Крауча-младшего в фильме «Гарри Поттер и Кубок огня».
В декабре 2005 года газета «The Stage» отдала Теннанту шестое место в десятке наиболее влиятельных британских телевизионных актёров года, ссылаясь на его роли в «Блэкпуле», «Казанове», «Тайной улыбке» и «Докторе Кто».
В январе 2006 года читатели британской газеты The Pink Paper в одном из опросов проголосовали за Теннанта как за «самого сексуального мужчину в мире», он обошёл Дэвида Бекхэма и Брэда Питта.
Опрос более 10 000 женщин в марте 2006 года журналом New Woman присудил ему 20-е место в списке «100 самых привлекательных мужчин». В том же 2006 году читатели журнала «Doctor Who Magazine» проголосовали за Теннанта как за «Лучшего Доктора» (ранее это звание принадлежало Четвёртому Доктору — Тому Бейкеру).
В 2015 году Дэвид Теннант снялся в сериале «Джессика Джонс», где исполнил роль главного антагониста — злодея по имени Килгрейв. Как актёр озвучивания, в конце 2016 года Теннант получил роль Скруджа Макдака в перезапуске мультсериала «Утиные истории», заменив Алана Янга, умершего в мае 2016 года.
С 2019 года играет роль демона Кроули в телесериале «Благие знамения». В 2020 году сыграл Денниса Нильсена в трёхсерийном мини-сериале «Дес», за что получил Международную премию «Эмми» в номинации «Лучший актёр». С 2020 по 2022 год вместе с напарником по сериалу «Благие знамения» Майклом Шином снимался в главной роли самого себя в трёх сезонах комедийного сериала «Постановка».
В мае 2022 года было объявлено, что в рамках 60-летия телесериала «Доктор Кто» Теннант вернётся в сериал вместе с Кэтрин Тейт, которая вновь сыграет Донну Ноубл. В октябре 2022 года в конце спецвыпуска «Сила Доктора» Теннант появился на экране в роли нового Четырнадцатого Доктора. Три спецвыпуска к 60-летию с ним в главной роли вышли в ноябре и декабре 2023 года, после чего его сменил Шути Гатва, ставший Пятнадцатым Доктором.
В феврале 2024 года Теннант был ведущим 77-й церемонии вручения наград премии BAFTA.

## Личная жизнь
С 2005 до 2007 он встречался с актрисой Софией Майлс, с которой он снимался в сериалах «Война Фойла» и «Доктор Кто» (серия «Девушка в камине»)[8]. В 2008 году начался роман с Джорджией Моффет, знакомство с которой произошло на съёмках одной из серий «Доктора Кто», где она играла его клонированную дочь. 30 декабря 2011 года они поженились. Отец Джорджии — актёр Питер Дэвисон — играл Пятого Доктора с 1982 по 1984 годы.
У пары пятеро детей:
- Сын — актёр Тай Теннант[англ.] (род. 2002), ребёнок Джорджии от предыдущих отношений, усыновленный Дэвидом.
- Дочь — Оливия (род. 29 марта 2011)[18]
- Сын — Уилфред (род. 2 мая 2013)[19][20]
- Дочь — Дорис (род. 3 октября 2015)
- Дочь — Бёрди (род. 13 октября 2019)[21]

В 2025 году актёр признался, что у него с рождения шесть пальцев на правой ноге.

## Фильмография

### Кино
| Год  |    | Русское название                        | Оригинальное название                            | Роль                                |
| ---- | -- | --------------------------------------- | ------------------------------------------------ | ----------------------------------- |
| 1996 | ф  | Джуд                                    | Jude                                             | пьяный студент                      |
| 1998 | ф  | Лос-Анджелес без карты                  | L.A. Without a Map                               | Ричард                              |
| 1999 | ф  | Последний сентябрь                      | The Last September                               | капитан Джеральд Колтхёрст          |
| 2000 | ф  | Украденная слава                        | Being Considered                                 | Ларри                               |
| 2003 | ф  | Золотая молодёжь                        | Bright Young Things                              | Рыжик                               |
| 2005 | ф  | Гарри Поттер и Кубок огня               | Harry Potter and the Goblet of Fire              | Барти Крауч-младший                 |
| 2006 | мф | Освободите Джимми                       | Free Jimmy                                       | Хэмиш (озвучка)                     |
| 2007 | ф  | Возвращение                             | Recovery                                         | Алан                                |
| 2009 | ф  | 1939                                    | Glorious 39                                      | Гектор                              |
| 2009 | ф  | Одноклассницы и тайна пиратского золота | St. Trinian’s II: The Legend of Fritton’s Gold   | сэр Пирс Помфри                     |
| 2010 | мф | Как приручить дракона                   | How to Train Your Dragon                         | Вредина Жирный (озвучка)            |
| 2011 | ф  | Юнайтед                                 | United                                           | Джимми Мёрфи                        |
| 2011 | ф  | Ночь страха                             | Fright Night                                     | Питер Винсент                       |
| 2011 | ф  | Ловушка для невесты                     | The Decoy Bride                                  | Джеймс Арбер                        |
| 2012 | мф | Пираты! Банда неудачников               | The Pirates! Band of Misfits                     | Чарльз Дарвин в молодости (озвучка) |
| 2012 | ф  | Божественное рождение 2                 | Nativity 2: Danger in the Manger                 | Дональд Петерсон / Родерик Петерсон |
| 2013 | мф | Почтальон Пэт                           | Postman Pat: The Movie — You Know You're the One | Уилф (озвучка)                      |
| 2014 | ф  | Каникулы мечты                          | What We Did on Our Holiday                       | Даг                                 |
| 2016 | ф  | Бесит быть нормальным                   | Mad to Be Normal                                 | Рональд Дэвид Лэйнг                 |
| 2018 | ф  | Ты, я и он                              | You, me and him                                  | Джон                                |
| 2018 | ф  | Логово Монстра                          | Bad Samaritan                                    | Кейл                                |
| 2018 | ф  | Две королевы                            | Mary Queen of Scots                              | Джон Нокс                           |
| 2019 | мф | Как приручить дракона 3                 | How to Train Your Dragon: The Hidden World       | Вредина Жирный (озвучка)            |
| 2021 | мф | Мой шумный дом: Фильм                   | The Loud House Movie                             | Ангус (озвучка)                     |
| 2022 | мф | Чип и Дейл спешат на помощь             | Chip 'n Dale: Rescue Rangers                     | Скрудж Макдак (озвучка, камео)      |
| 2022 | мф | Изумительный Морис                      | The Amazing Maurice                              | Опасные бобы (озвучка)              |
| 2025 | ф  | Клуб убийств по четвергам               | The Thursday Murder Club                         | Иэн Вентэм                          |

### Телевидение
| Год          |     | Русское название                         | Оригинальное название            | Роль                         |
| ------------ | --- | ---------------------------------------- | -------------------------------- | ---------------------------- |
| 1988         | с   | Драмарама                                | Dramarama                        | Нил Макдональд               |
| 1992         | с   | —                                        | Strathblair                      | Арчи                         |
| 1992         | с   | —                                        | Bunch of Five                    | полицейский                  |
| 1993         | с   | —                                        | Rab C. Nesbitt                   | Давина                       |
| 1993         | кор | —                                        | Spaces                           | Винни                        |
| 1994         | с   | Добро пожаловать в психушку              | Takin’ Over the Asylum           | Кэмпбелл Бейн                |
| 1995         | с   | —                                        | The Tales of Para Handy          | Джон Макбрайд                |
| 1995         | с   | Чисто английское убийство                | The Bill                         | Стивен Клеменс               |
| 1996         | с   | —                                        | A Mug’s Game                     | Гэвин                        |
| 1997         | кор | —                                        | Bite                             | Алистер Гэлбрейт             |
| 1997         | с   | —                                        | Holding the Baby                 | медбрат                      |
| 1997         | с   | —                                        | Conjuring Shakespeare            | Анджело                      |
| 1998         | с   | Утиный патруль                           | Duck Patrol                      | Саймон Браун                 |
| 1999         | с   | Миссис Брэдли                            | The Mrs Bradley Mysteries        | Макс Валентайн               |
| 1999         | с   | Любовь в 21 веке                         | Love in the 21st Century         | Джон                         |
| 2000         | с   | Детектив и привидение                    | Randall & Hopkirk (Deceased)     | Гордон Стилус                |
| 2001         | кор | —                                        | Sweetnight Goodheart             | Питер                        |
| 2001         | с   | —                                        | High Stakes                      | Газ Уитни                    |
| 2001         | с   | Люди, как мы                             | People Like Us                   | Роб Харкер                   |
| 2002         | с   | Война Фойла                              | Foyle’s War                      | Тео Говард                   |
| 2002         | кор | Девять с половиной минут                 | Nine ½ Minutes                   | Чарли                        |
| 2003         | с   | —                                        | Posh Nosh                        | Хосе-Луис                    |
| 2003         | с   | —                                        | Trust                            | Гэвин Макюэн                 |
| 2003         | с   | Истории, леденящие кровь                 | Spine Chillers                   | доктор Кралл                 |
| 2003         | с   | Терри Макинтайр                          | Terri McIntyre                   | Грег Миллер                  |
| 2004         | тф  | Заместитель                              | The Deputy                       | Кристофер Уильямс            |
| 2004         | с   | Он так и знал                            | He Knew He Was Right             | мистер Гибсон                |
| 2004         | кор | Инспектор дорожного движения             | Traffic Warden                   | инспектор дорожного движения |
| 2004         | кор | Старая улица                             | Old Street                       | мистер Уотсон                |
| 2004         | с   | Блэкпул                                  | Blackpool                        | инспектор Питер Карлайл      |
| 2005         | с   | Казанова                                 | Casanova                         | Джакомо Казанова             |
| 2005         | тф  | Эксперимент Квотермасса                  | The Quatermass Experiment        | доктор Гордон Бриско         |
| 2005—2013    | с   | Доктор Кто                               | Doctor Who                       | Десятый Доктор               |
| 2005         | тф  | Тайная улыбка                            | Secret Smile                     | Брендан Блок                 |
| 2006         | с   | Романтики                                | The Romantics                    | Жан-Жак Руссо                |
| 2006         | тф  | Дело Чаттерлей                           | The Chatterley Affair            | Ричард Хоггарт               |
| 2007         | тф  | Возвращение                              | Recovery                         | Алан Гамильтон               |
| 2007         | тф  | Ученики                                  | Learners                         | Крис                         |
| 2008         | тф  | Эйнштейн и Эддингтон                     | Einstein and Eddington           | сэр Артур Эддингтон          |
| 2009         | с   | Приключения Сары Джейн                   | The Sarah Jane Adventures        | Десятый Доктор               |
| 2009         | с   | Шоу Кэтрин Тейт                          | The Catherine Tate Show          | призрак прошлого Рождества   |
| 2009         | с   | Рекс — не ваш адвокат                    | Rex Is Not Your Lawyer           | Рекс Александр               |
| 2010         | с   | Одинокий отец                            | Single Father                    | Дейв                         |
| 2011         | с   | Это Джинси                               | This is Jinsy                    | мистер Слайтлимен            |
| 2012         | с   | Театр представляет                       | Playhouse Presents               | Уилл                         |
| 2012         | с   | Настоящая любовь                         | True Love                        | Ник                          |
| 2012         | мс  | Звёздные войны: Войны клонов             | Star Wars: The Clone Wars        | Хьюанг                       |
| 2013         | с   | Шпионы Варшавы                           | Spies of Warsaw                  | Жан-Франсуа Мерсье           |
| 2013—2017    | с   | Бродчерч                                 | Broadchurch                      | детектив Алек Харди          |
| 2013         | с   | Муж политика                             | The Politician’s Husband         | Эйден Хойнс                  |
| 2013         | с   | Мастер побега                            | The Escape Artist                | Уилл Бёртон                  |
| 2013         | кор | (Почти) Пять Докторов: Перезагрузка      | The Five(ish) Doctors Reboot     | в роли себя                  |
| 2014         | с   | Грейспойнт                               | Gracepoint                       | детектив Эмметт Карвер       |
| 2015—2019    | с   | Джессика Джонс                           | A.K.A. Jessica Jones             | Кевин Томпсон / Килгрэйв     |
| 2015         | мс  | Черепашки-ниндзя                         | Teenage Mutant Ninja Turtles     | Фуджитоид (озвучка)          |
| 2017—2021    | мс  | Утиные истории                           | DuckTales                        | Скрудж Макдак                |
| 2018         | мс  | Крайний космос                           | Final Space                      | Лорд Командующий             |
| 2019         | с   | Criminal: Великобритания                 | Criminal: UK                     | Эдгар Фэллон                 |
| 2019 — н. в. | с   | Благие знамения                          | Good Omens                       | демон Кроули                 |
| 2019         | мс  | Генлок                                   | gen:LOCK                         | доктор Уэллер                |
| 2020         | с   | Падение в мёртвые воды                   | Deadwater fell                   | Том Кендрик                  |
| 2020         | с   | Дес                                      | Des                              | Деннис «Дес» Нильсен         |
| 2020—2022    | с   | Постановка                               | Staged                           | в роли себя                  |
| 2021         | мс  | Эдем                                     | Eden                             | E92 (озвучка)                |
| 2022         | с   | Вокруг света за 80 дней                  | Around the World in 80 Days      | Филеас Фогг                  |
| 2022         | мс  | The Legend of Vox Machina                | The Legend of Vox Machina        | Генерал Криг (озвучка)       |
| 2022         | с   | Песочный человек                         | The Sandman                      | Дон (озвучка)                |
| 2022         | с   | Инсайдер                                 | Inside Man                       | викарий Гарри Уэйтлинг       |
| 2022         | с   | Литвиненко                               | Litvinenko                       | Александр Литвиненко         |
| 2022—2023    | с   | Доктор Кто                               | Doctor Who                       | Четырнадцатый Доктор         |
| 2023         | мс  | Школа клонов                             | Clone High                       | в роли себя (озвучка)        |
| 2023         | с   | Асока                                    | Ashoka                           | профессор Хьюянг (озвучка)   |
| 2023         | мс  | Симпсоны                                 | The Simpsons                     | Па Макуэлдон (озвучка)       |
| 2024         | мс  | Лунная девочка и ДиноДьявол              | Moon Girl and Devil Dinosaur     | Франклин (озвучка)           |
| 2024         | мс  | Звёздные войны: Приключения юных джедаев | Star Wars: Young Jedi Adventures | профессор Хьюянг (озвучка)   |
| 2024         | мс  | Ark: The Animated Series                 | Ark: The Animated Series         | сэр Эдмунд Роквелл (озвучка) |
| 2024         | с   | Соперники                                | Rivals                           | лорд Тони Баддингем          |
| 2025         | с   | Взлом                                    | The Hack                         | Ник Дэвис                    |

### Видеоигры
| Год  |    | Название                        | Роль                                    |
| ---- | -- | ------------------------------- | --------------------------------------- |
| 2005 | ки | Атака Граска                    | Десятый Доктор                          |
| 2014 | ки | Kinect Sports Rivals            | рассказчик                              |
| 2015 | ки | Just Cause 3                    | радиоведущий                            |
| 2015 | ки | Lego Dimensions                 | Десятый Доктор (озвучка, архивный звук) |
| 2017 | ки | Call of Duty: WWII              | Дростан Хинд (озвучка и внешность)      |
| 2021 | ки | Ark: Genesis Part 2             | сэр Эдмунд Роквелл (озвучка)            |
| 2021 | ки | Doctor Who: The Edge of Reality | Десятый Доктор (озвучка и внешность)    |
| 2023 | ки | Ark: Survival Ascended          | сэр Эдмунд Роквелл (озвучка)            |

## Награды и номинации
- Награждён Theatre Management Association как Лучший актёр за The Glass Menagerie
- 2000 — Номинирован на Ian Charleson Award (Лучший классический актёр до 30) за Comedy of Errors
- 2003 — Номинирован на английскую театральную награду Лоренса Оливье как «Лучшая мужская роль в пьесе» за Lobby Hero
- 2005 — Critics Award for Theatre in Scotland, Лучшая мужская роль — Джимми Портер в Look Back in Anger
- 2010 — National Television Awards, Лучший драматический актёр — Доктор в Doctor Who: The End of Time
- 2011 — TV Choice Awards, Лучший актёр за роль Дэйва в телефильме «Одинокий отец»
- 2012 — BBC Audio Drama Awards, Лучший актёр в радиоспектакле «Кафка» («Kafka: The Musical» by Murray Gold)[24]
- 2014 — British Academy Scotland Awards, Best Actor Television — Уилл Бёртон в сериале «Мастер побега»
- 2015 — People’s Choice Awards, Favorite actor in a new TV series — детектив Эммет Карвер в сериале «Грейспойнт»
- 2015 — WhatsOnStage, Best Actor in a Play — Ричард II в Richard II
- 2015 — National Television Awards, Special Recognition Award
- 2016 — докторская степень в области актёрского искусства
- 2017 — TV Choice Awards,Best Actor — Алек Харди в сериале «Бродчёрч»
- 2019 — номинация на премию «Сатурн», Лучшая мужская роль — Кроули в сериале «Благие знамения»
- 2020 — TV Times Awards, Favourite Actor — Деннис Нильсен в сериале «Дес»
- 2020 — I Talk Telly Awards, Best Drama Performance — Деннис Нильсен в сериале «Дес»
- 2020 — Digital Spy Reader Awards, Best Actor — Деннис Нильсен в сериале «Дес»
- 2021 — Broadcasting Press Guild Award, Best Actor — за роли в сериалах «Дес» и «Постановка»
- 2021 — TRIC Awards, Podcast Of The Year — «David Tennant Does a Podcast With…»
- 2021 — National Television Awards, Best Drama Performance — Деннис Нильсен в сериале «Дес»
- 2021 — Международная премия «Эмми», «Лучший актёр» — Деннис Нильсен в сериале «Дес»
- 2023 – Olivier Awards, номинация Best Actor – Professor John Halder в пьесе "Good"
- 2024 – Olivier Awards, номинация Best Actor – Макбет в пьесе "Macbeth"
- 2024 — номинация на телевизионную премию BAFTA, Лучшая комедийная мужская роль — Кроули в сериале «Благие знамения»
- 2024 – BAFTA Scotland Awards, Best Actor - Television – Саймон Йетс "There She Goes"
- 2025 – What's On Stage Awards, Best Performer In A Play – Макбет в пьесе "Macbeth"